# Arsène Tchakarian
Cette page contient des caractères spéciaux ou non latins. S’ils s’affichent mal (▯, ?, etc.), consultez la page d’aide Unicode.
Arsène Tchakarian (en arménien : Արսեն Չաքարեան), né le 21 décembre 1916 à Sapanca dans l'Empire ottoman et mort le 4 août 2018 à Villejuif en France, est un résistant pendant la Seconde Guerre mondiale et historien français d'origine arménienne.
Durant son enfance, il fuit avec sa famille d'origine arménienne le territoire turc à la suite des conséquences de la Première Guerre mondiale et du génocide arménien. Il arrive à Marseille en 1930 et, dès 1936, il participe aux manifestations du Front populaire, tout en adhérant au Parti communiste français. Quelques années plus tard, en 1943, il rejoint le groupe dirigé par Missak Manouchian et organise alors avec les autres membres une résistance au nazisme par des tracts, des sabotages ou encore des actions militaires.
Après la Seconde Guerre mondiale, Tchakarian reprend son métier de tailleur qu'il avait occupé à Marseille et devient historien. Il publie des ouvrages sur son parcours en tant que résistant sur le sol français.

## Biographie

### Enfance et vie active
Arsène Tchakarian naît le 21 décembre 1916 à Sapanca dans l'Empire ottoman, dans la province de Bursa. Sa famille suit l'exil de nombreuses familles arméniennes qui, à cause des conséquences de la Première Guerre mondiale et du génocide arménien, fuient le territoire turc en passant par la Bulgarie,.
En 1928, la famille Tchakarian obtient le passeport Nansen qui permet aux réfugiés apatrides de voyager. Grâce à celui-ci, Arsène et sa famille arrivent à Marseille à la fin de l'année 1930. Son père devient alors mineur à Decazeville tandis qu'Arsène rejoint Paris pour exercer le métier de tailleur,.
Le 6 février 1934, Tchakarian est marqué par des manifestations qui regroupent communistes et anciens combattants alors qu'il effectue une livraison près des Tuileries. Il participe en 1936 à des manifestations du Front populaire et adhère à la CGT, puis au PCF,. C'est durant cette même période qu'il rencontre pour la première fois Missak Manouchian, un poète arménien et militant communiste,.

### Résistance
À 21 ans, en 1937, il est appelé au service militaire et rejoint le 182e régiment d'artillerie lourde de Vincennes alors qu'il n'a pas la nationalité française,,. Il participe en 1939 et 1940 aux combats dans les Ardennes et la Meuse, puis est démobilisé à Nîmes le 5 août 1940 à la suite de la défaite française de la bataille de France,,.
Dès novembre 1940, il rejoint le poète arménien Missak Manouchian à Paris pour commencer des distributions de tracts antinazis, avant l'entrée en résistance armée du parti communiste en juin 1941 lors de la rupture du pacte germano-soviétique,. Leur action politique se radicalise alors progressivement, donnant lieu par la suite à des actions militantes bien plus violentes. En 1943, Tchakarian, Manouchian et leurs camarades forment le « groupe Manouchian » et entrent dans la Résistance, au sein des FTP-MOI, menant des actions armées,.
Le premier coup d'éclat date du 17 mars 1943 : Arsène, Missak et Marcel Rajman attaquent une formation de feldgendarmes à Levallois-Perret,,. À cette période, le groupe ne sait pas d'où viennent les armes, puisque le parti communiste n'en possède pas. Pour Arsène Tchakarian, une « organisation quelque part [leur] avait trouvé des armes et était en train de [les] organiser ». Ce n'est que plus tard qu'il sera découvert que ces armes venaient de Londres via des parachutages. Jean Moulin avait convaincu le général de Gaulle qu'il n'était pas risqué d'armer des communistes, permettant à la résistance de s'unifier,.
Il continue de participer les mois suivants à des distributions de tracts, à des actions militaires ou de sabotage. Par la suite, en mai 1943, Manouchian est nommé responsable provisoire de la première section parisienne de l'Armée secrète tandis que Tchakarian est nommé chef de la première section des « triangles commandos ». Le 1er juin 1943, Tchakarian exécute sa deuxième attaque quelques jours après une réunion du Conseil national de la Résistance (CNR) et se fait enregistrer comme soldat résistant à Londres, siège des Forces françaises libres. Cette année-là, au moins deux opérations seront commandées par les services secrets britanniques avec l'accord du général de Gaulle.

« Nous n'étions pas des héros. Il ne faut pas croire que nous n'avions pas peur. Nous avons résisté parce que nous en avions la possibilité : pas de famille, pas de travail. Et parce que nous aimions la France. Elle nous avait adoptés. »

— Arsène Tchakarian

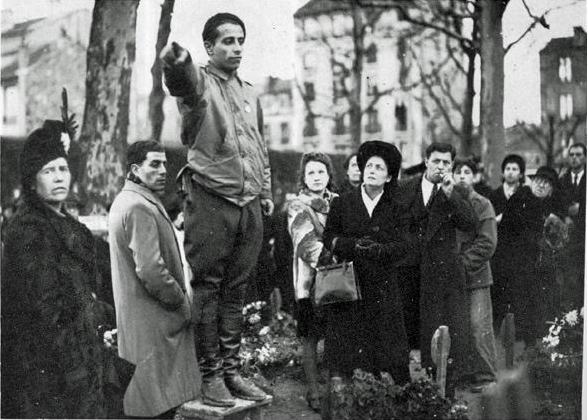
Arsène Tchakarian (au centre) le 25 février 1945, lors de la première cérémonie après la libération de la France en l'honneur des fusillés du groupe Manouchian au cimetière parisien d'Ivry.

Sous son nom de code « Charles », Arsène Tchakarian et ses compagnons sont les auteurs d'actes de résistance de plus en plus nombreux contre les nazis, organisant sabotages et assassinats. Le groupe Manouchian abat le colonel SS (Standartenführer) Julius Ritter, responsable du Service du travail obligatoire (STO), le 28 septembre 1943 près de son domicile. Ils seront à l'origine de plus de cent actions réussies en trois mois, entre juin et septembre de la même année, et le groupe comptera jusqu'à une centaine d'hommes et de femmes,,.
S'il n'est pas arrêté en même temps que Missak Manouchian et les vingt-deux membres du groupe, c'est en raison d'un rendez-vous raté avec Olga Bancic (l'unique femme du groupe ; elle sera guillotinée en Allemagne), fait inhabituel qui le met en alerte. Tchakarian parvient à se cacher à Paris grâce à Léon Navar, commissaire de police de Montrouge, et de la police résistante de la préfecture de Paris,,. Le jour de l'exécution des membres du groupe Manouchian, les autorités allemandes font placarder l'Affiche rouge dans le but d'inviter la population française à dénoncer les membres de FTP-MOI.
En mai 1944, en raison de son expérience militaire et de ses actes en tant que résistant, il est exfiltré vers Bordeaux pour aider à la préparation du bombardement du camp d'aviation de Mérignac par les Alliés,. Après coup, il est appelé à Paris au début du mois de juin 1944. Il rejoint au début d'août le maquis de Lorris, participe aux combats du Sud de la Loire puis à la libération de Paris. Il est alors nommé lieutenant et commande une unité composée d'une vingtaine de résistants.

### Après la Seconde Guerre mondiale
Après la Libération, il est nommé sous-lieutenant le 13 juillet 1948, et reçoit la croix du combattant de la guerre 1939-1940, ainsi que la médaille d'honneur des personnels civils relevant du ministère de la Défense. À partir de 1950, il devient historien, membre de la commission des fusillés du Mont-Valérien et chargé de recherches auprès du ministère de la Défense.
Après la guerre, il reprend son activité de tailleur et devient le père de six enfants. Arsène Tchakarian reste apatride jusqu'en 1958, année où il est naturalisé français,,.
Il devient président en 1996 du Mouvement des Arméniens de France pour le progrès (MAFP), association qui rassemblait alors les anciens membres de la commission nationale arménienne qui avait été supprimée par le PCF peu avant la chute de l’URSS. Il était le président d'honneur de l'Association nationale des volontaires, anciens combattants et résistants arméniens.
En 2005, il est nommé chevalier de la Légion d'honneur, officier de la Légion d'honneur en 2012 et enfin commandeur le 14 avril 2017. Afin de partager son expérience en tant que résistant, il assure plusieurs conférences dans des collèges et lycées français. En 2009, il aurait selon lui rendu visite à plus de deux cents établissements scolaires.

### Prises de position
En sa qualité d'historien, membre de la Commission des fusillés du Mont-Valérien, il dénonce des travaux de Serge Klarsfeld, considérant qu'il minimise le nombre de fusillés du Mont Valérien.
Comme Missak Manouchian dans sa lettre finale, il considère que le groupe a été trahi par un des membres, un dénommé « Roger », alias Boris Holban, chef militaire des FTP-MOI,,. Néanmoins, selon les recherches menées par l'historien Denis Peschanski dans les archives de la police, leur arrestation n'est pas due à une trahison, mais résulte des filatures d'un service de police dirigé par le commissaire Fernand David.
En 2009, le film l'Armée du crime sort et remet en avant le sujet, laissant supposer que le groupe avait été trahi par le Parti communiste. Arsène Tchakarian répond dans un entretien à l'Humanité que cette théorie relève de la calomnie et que les seules prétendues preuves existantes proviennent des « poubelles abandonnées par les nazis ». Une telle trahison est pour lui impensable, à cause de la structure des réseaux de résistance. Pour l'historien et résistant Adam Rayski, il n'y a pas eu de trahison, mais une erreur politique et stratégique du Parti communiste qui aurait une part de responsabilité dans l'arrestation du groupe, dans la mesure où celui-ci a continué à agir dans la capitale avec un effectif réduit.

### Mort et hommages
Arsène Tchakarian meurt le 4 août 2018 à l'hôpital Paul-Brousse à Villejuif,. Il est inhumé le 14 août 2018 au cimetière parisien d'Ivry près du « carré des fusillés » où reposent ses camarades du groupe Manouchian devant plus de deux cents personnes,. Plusieurs hommages lui sont rendus, dont celui du président français Emmanuel Macron qui le décrit comme « héros de la Résistance » ou de Pierre Laurent, secrétaire national du Parti communiste français, saluant le « résistant de la première heure », qui « était de tous les combats progressistes de ce siècle avec le PCF ».
Une allée Arsène-Tchakarian est inaugurée au Portel en 2019 par la municipalité en hommage au résistant qui était très épris de la station balnéaire et très investi dans la vie culturelle locale : venu pour la première fois y passer ses vacances en 1955, il peint souvent la ville et le fort de l’Heurt, et va jusqu'à fonder en 1977 l’Association de sauvegarde du fort de l’Heurt.

## Publications
- Les Francs-tireurs de l'affiche rouge, Paris, Les Éditions sociales, 1986, 250 p. (ISBN 978-2-209-05794-8).
- Les Fusillés du Mont-Valérien, Nanterre, Comité national du souvenir des fusillés du Mont Valérien, 1991.
- avec Hélène Kosséian-Bairamian, Les Commandos de l'Affiche Rouge : la vérité historique sur la première section de l'Armée secrète, Paris, Éditions du Rocher, 2012, 320 p. (ISBN 978-2-268-07406-1, BNF 42667244).

## Filmographie
Arsène Tchakarian intervient dans des documentaires :
- Faire quelque chose (2013), réalisé par Vincent Goubet[30] (documentaire disponible en DVD aux éditions Les Mutins de la Pangée[31]).
- Arsène Tchakarian : Mémoire de l'Affiche rouge, film réalisé par Michel Violet (Biopics) en 2015 et projeté en octobre 2018 ; une sortie en DVD est prévue (n°ISAN:0000-0004-8673-0000-3-0000-0000-5) ; voir sur francetvinfo.fr.
- Arsène Tchakarian dans Le documentaire en 2024 Les Aznavour dans la résistance, de Hélène Kosséian et Frank Bairamian. Réalisateur Rashed M'Dini et Mischa Aznavour coproducteur

## Distinctions

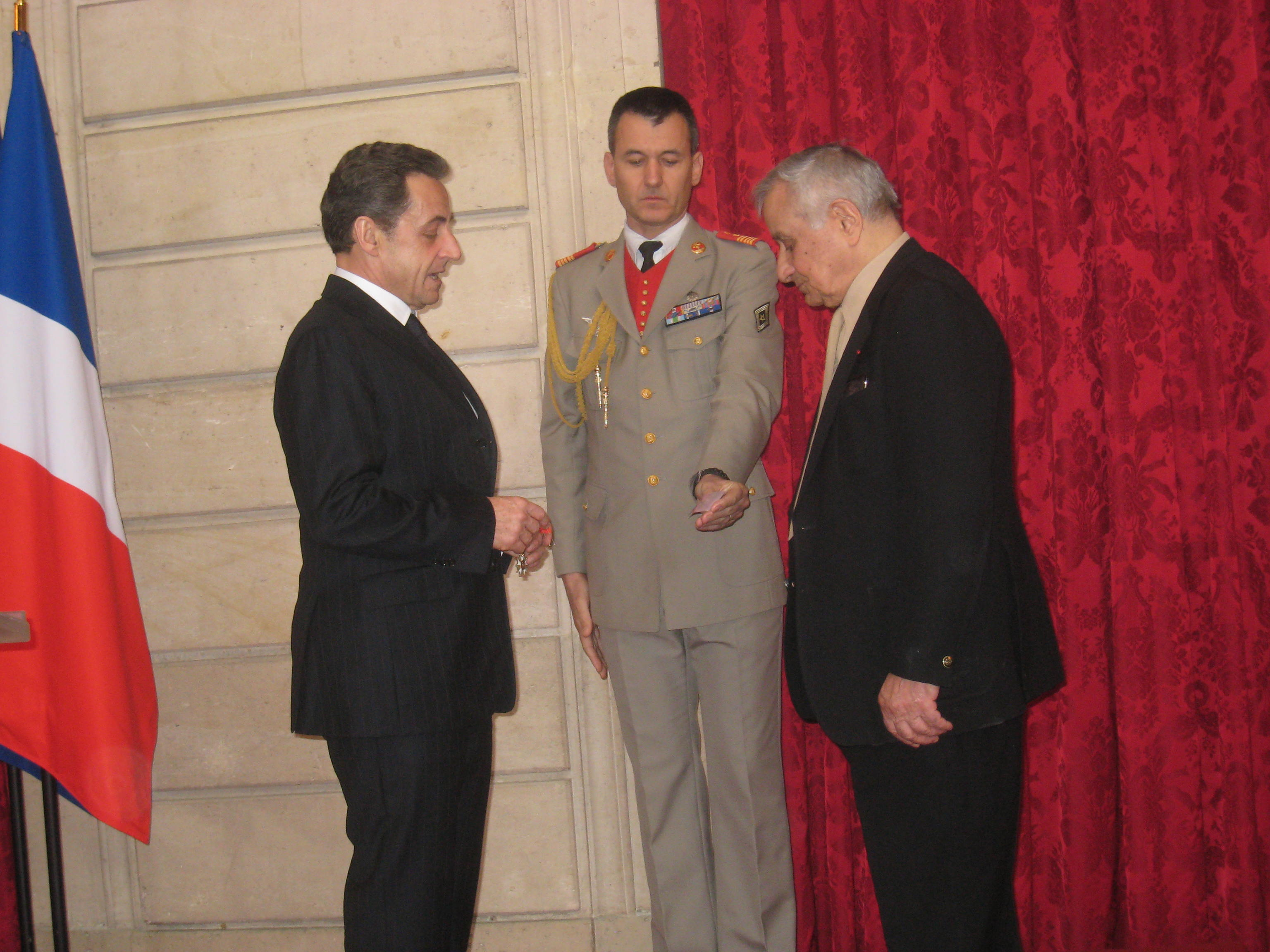
Nicolas Sarkozy remettant à Arsène Tchakarian sa médaille d'Officier de la Légion d'honneur le 07-03-2012.

- Ordre national de la Légion d'honneur :
  -  Chevalier de la Légion d'honneur en avril 2005[1],[32],
  -  Officier de la Légion d'honneur en février 2012[3],[16],
  -  Commandeur de la Légion d'honneur le 14 avril 2017[21],[33].
- Chevalier de l'ordre des Palmes académiques en 2012, pour ses multiples témoignages dans les écoles[20] ;
- Croix du combattant volontaire de la guerre de 1939–1945[1] ;
- Médaille d'honneur des personnels civils relevant du ministère de la Défense[1].